# Alfred Lunt
Alfred Davis Lunt Jr. (Milwaukee, 12 de agosto de 1892 — Chicago, 3 de agosto de 1977) foi um diretor e ator norte-americano que mantinha uma parceria profissional de longa data com sua esposa, a atriz Lynn Fontanne. O Lunt-Fontanne Theater, da Broadway, foi nomeado para eles. Lunt foi uma das principais estrelas masculinas da Broadway no século XX.

## Carreira
Lunt recebeu dois Tony Awards, uma indicação ao Oscar de Melhor Ator por The Guardsman, de 1931, e um Emmy Award pela produção do Hallmark of Fame de Hallmark of The Magnificent Yankee .
Ele se tornou uma estrela em 1919 como o líder bufão da peça de Booth Tarkington, Clarence, mas logo se destacou em uma variedade de papéis. Os papéis variaram do conde de Essex em Elizabeth the Queen, de Maxwell Anderson, a um homem de música e dança que percorre os Bálcãs no filme Idiot's Delight, de Robert E. Sherwood, um magnata megalomaníaco no Meteor de SN Behrman e no próprio Júpiter no Amphitryon 38 de Jean Giraudoux. Suas aparições no drama clássico eram pouco frequentes, mas ele obteve sucesso em The Taming of the Shrew de Shakespeare e The Seagull de Chekhov (em que Lunt interpretou Trigorin, sua esposa interpretou Arkadina e Uta Hagen fez sua estreia na Broadway no papel de Nina). Ele foi descrito pelo diretor e crítico Harold Clurman como "aclamado universalmente o melhor ator americano da geração que se seguiu a John Barrymore; os Lunts são anjos absolutos".

## Vida pessoal
Lunt nasceu em Milwaukee, Wisconsin em 1892 de Alfred D. Lunt e Harriet Washburn Briggs. Com exceção de sua avó paterna, descendente de escoceses, seus ancestrais eram de origem colonial do Maine e Massachusetts. Seu pai era descendente de Henry Lunt, um dos primeiros colonos de Newbury, Massachusetts.
Sua mãe tinha vários ancestrais da Nova Inglaterra, incluindo parentes chegados no Mayflower. Depois que seu pai, que trabalhava no setor madeireiro, morreu em 1893, a mãe de Alfred se casou novamente com um médico nascido na Finlândia, o Dr. Karl Sederholm, e teve outro filho e duas filhas. Os Sederholms acabaram se mudando para o Genesee Depot, no condado de Waukesha, Wisconsin. Mais tarde, Lunt frequentou o Carroll College, nas proximidades de Waukesha, Wisconsin.

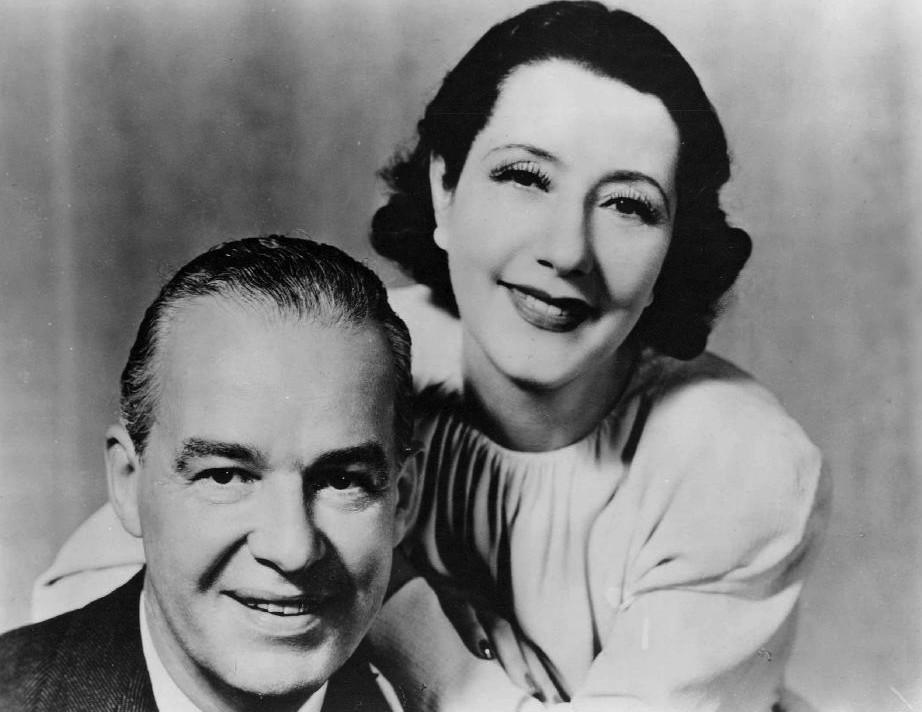
Lunt e Fontanne em 1950.

Ele e sua esposa, Lynn Fontanne, com quem se casou em 26 de maio de 1922, na cidade de Nova York, eram o casal de atores de destaque na Broadway da história americana. Seguros à imagem pública de um casal feliz, podiam interpretar adúlteros, como na reunião de Robert Sherwood em Viena, ou como parte de um menage a trois no projeto para viver de Noël Coward. (Este último, escrito para os Lunts, foi tão ousado, com seu tema bissexualidade e um ménage à trois, que Coward o estreou em Nova York, sabendo que não sobreviveria ao censor em Londres). Os Lunts apareceram juntos em mais de vinte peças. Eles também foram representados, postumamente, em um selo postal americano.
O casal fez três filmes juntos, Second Youth (1924), The Guardsman (1931), no qual eles estrelaram, e Stage Door Canteen (1943), no qual eles tinham participações especiais. Em 1958 eles se retiraram do palco. Eles estrelaram vários dramas de rádio para o Theatre Guild nos anos 1940 e estrelaram algumas produções televisivas nos anos 1950 e 1960.
Os verões, durante seus dias de apresentação no palco e seus anos de aposentadoria subsequentes, foram gastos em sua casa "Ten Chimneys" em Genesee Depot, no estado natal de Lunt, no Wisconsin.
Em 1964, Lunt e Fontanne foram presenteados com a Medalha Presidencial da Liberdade pelo Presidente Lyndon Johnson.
Como Lynn Fontanne, Alfred Lunt está representado no Hall da Fama do Teatro Americano.

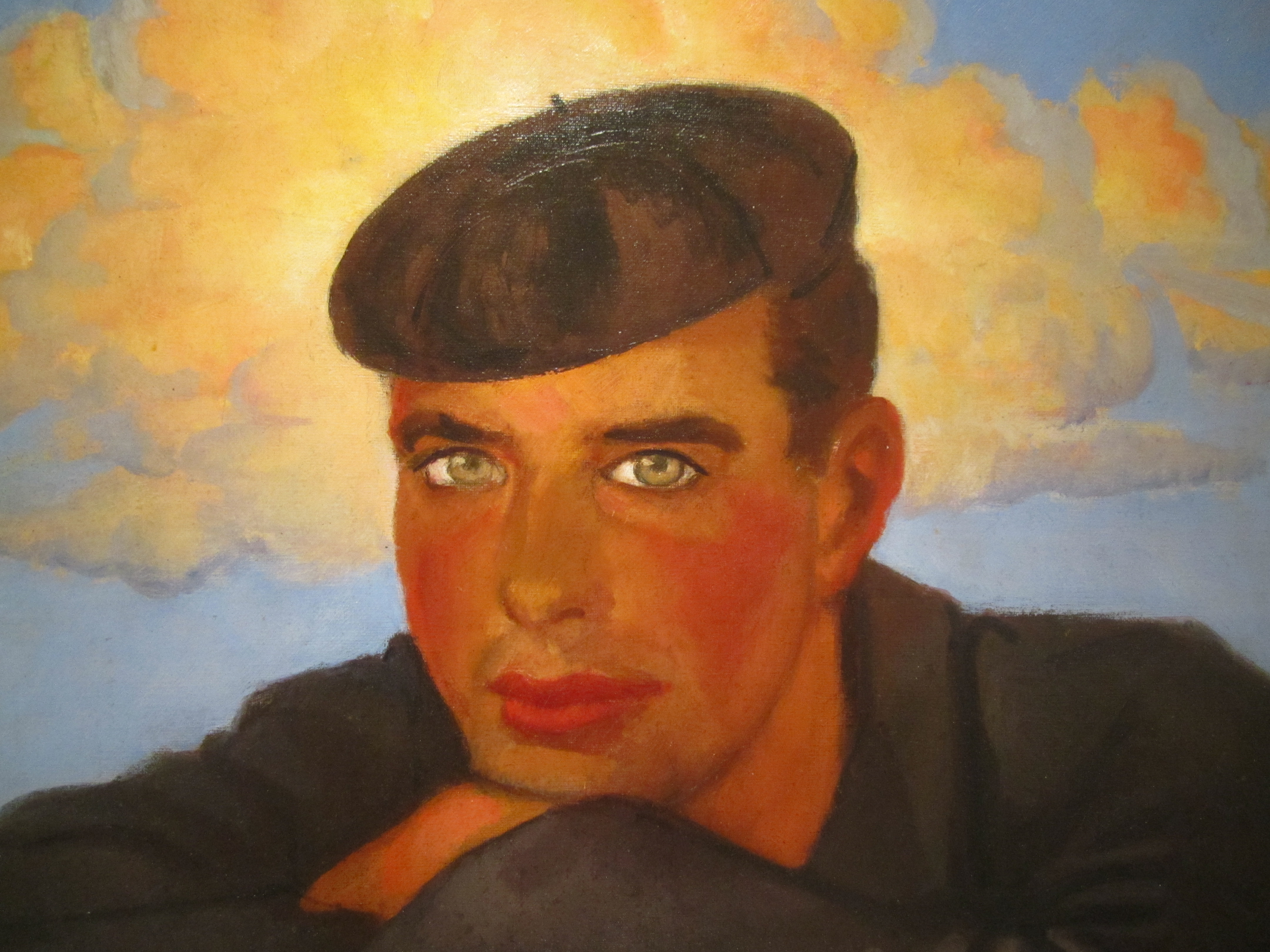
Lunt como ele aparece na National Portrait Gallery, em Washington, DC

## Morte
Alfred Lunt morreu em 3 de agosto de 1977, nove dias antes de seu 85º aniversário, em Chicago, de câncer. Ele está enterrado ao lado de sua esposa no Forest Home Cemetery, em Milwaukee. Ele foi a terceira pessoa para quem as luzes da casa foram apagadas em todos os cinemas da Broadway após sua morte.

## Legado
A propriedade de Ten Chimneys, Lunt e Fontanne em Genesee Depot, localizada no condado de Waukesha, Wisconsin, é agora um museu da casa e um centro de recursos para teatro. O Teatro Lunt-Fontanne em Nova York foi nomeado em homenagem a Lunt e sua esposa.
A luta de Lunt e Fontanne no palco / fora do palco foi a inspiração para o grande sucesso da Broadway de 1948, Kiss Me, Kate.

## Trabalhos selecionados na Broadway
- Clarence (1919)
- The Guardsman (1924)
- Ned McCobb's Daughter (1926)
- The Second Man (1927)
- Caprice (1928)
- Elizabeth the Queen (1930)
- Meteor (1930)
- Design for Living (1933)
- The Taming of the Shrew (1935)
- Idiot's Delight (1936)
- Amphitryon 38 (1937)
- The Seagull (1938)
- There Shall Be No Night (1940)
- Candle in the Wind (1941)
- The Pirate (1942)
- O Mistress Mine (1946)
- I Know My Love (1949)
- Ondine (1954)
- Quadrille (1954)
- The Great Sebastians (1956)
- First Love (1961)

## Aparições selecionadas em filmes e TV
| As actor - Backbone (1923) as John Thorne / Andre de Mersay - The Ragged Edge (1923) as Howard Spurlock - Second Youth (1924) as Roland Farwell Francis - Sally of the Sawdust (1925) as Peyton Lennox - Lovers in Quarantine (1925) as MackIntosh Josephs - The Guardsman (1931) as The Actor - Producers' Showcase (1957, TV anthology series) as Rudi Sebastian - The Magnificent Yankee (1965, a presentation of TV's Hallmark Hall of Fame) as Oliver Wendell Holmes (final film role) | As himself - Stage Door Canteen (1943) as Himself - Show Business at War (1943, Documentary short) as Himself - The Ed Sullivan Show, at the time known as Toast of the Town (two appearances in 1951) as Himself - The Dick Cavett Show (1970, TV Series) as Himself |

## Aparições no rádio
Os Lunts fizeram várias aparições na série de rádio Theatre Guild on the Air (também conhecida como "United States Steel Hour"). Esses programas são adaptações de uma hora de peças famosas. O casal se apresentou juntos oito vezes no programa, e cada um apareceu três vezes sem o outro. As gravações da maioria desses episódios ainda existem, a menos que se presuma que haja perda.
- The Guardsman, 30/09/1945, Alfred Lunt, Lynn Fontanne
- Elizabeth the Queen, 12/02/1945, Lunt, Fontanne
- Filha de Neb Cobb, 12/09/45, Alfred Lunt, Shirley Booth
- The Second Man, 02/03/1946, Lunt, Peggy Conklin, Jessie Royce Landis
- The Show-Off, 03/03/1946, Lunt, Betty Garde, Helen Shields
- Call it a Day, 06/02/1946, Lunt, Fontanne
- A grande aventura. Uma peça de fantasia em quatro atos 01/05/1947, Lunt, Fontanne
- O Mistress Mine, 09/09/1949, Lunt, Fontanne (supostamente perdido)
- The Great Adventure (segunda performance), 20/11/1949, Lunt, Fontanne (supostamente perdido)
- Não haverá noite, 24/09/1950, Lunt, Fontanne (presumidamente perdido)
- Pygmalion, 21/10/1951, Lunt, Fontanne

## ligações externas
- Alfred Lunt. no IMDb.